# Peugeot 107
Peugeot 107 je osobní automobil francouzského výrobce automobilů Peugeot. Auto, jehož produkce probíhala mezi roky 2005 a 2014, je určeno zejména do městského provozu. Vyrábělo se jako 3dveřový nebo 5dveřový hatchback. Jednu dobu se vyráběl i jako 3dveřová užitková verze pod názvem 107 XA, kde místo zadních sedadel byl „velký“ nákladový prostor oddělený mřížovou přepážkou od prostoru pro posádku. Peugeot 107 nahradil starší Peugeot 106, který se po 12 letech produkce přestal vyrábět na konci roku 2003. Jeho nástupcem byl Peugeot 108.
Peugeot 107 byl vyvinut v rámci joint-venture Toyota Peugeot Citroën Automobile Czech (TPCA, průmyslová zóna Kolín-Ovčáry) v projektu B-Zero zaměřeného na výrobu osobních automobilů do městského provozu. Na stejných konstrukčních a designových základech vznikla současně vozidla Citroën C1 a Toyota Aygo. Výrobní závod TPCA přešel od 1. ledna 2021 do plného vlastnictví firmy Toyota, ale nástupce modelu 107 - Peugeot 108 - zde vzniká i po tomto datu. 

## Motory
Pro Peugeot 107 jsou určeny dva motory – litrový tříválec Toyota a čtyřválcový turbodiesel 1,4 HDI koncernu Groupe PSA.
| Model                | 1.0 12V               | 1.4 HDI          |
| -------------------- | --------------------- | ---------------- |
| Uspořádání válců     | 3 v řadě              | 4 v řadě         |
| Druh motoru          | benzínový             | turbodiesel      |
| Objem (cm³)          | 998                   | 1.398            |
| Výkon (kW)           | 50 při 6000 ot.       | 40 při 4000 ot.  |
| Kroutící moment (Nm) | 93 při 3600 ot.       | 130 při 1750 ot. |
| Nejvyšší rychlost    | 157 km/h              | 174 km/h         |
| Zrychlení 0–100 km/h | 13,7 (14,0*) s        | 15,6 s           |
| Kombinovaná spotřeba | 4,6 l/100 km          | 4,1 l/100 km     |
| Emise CO2            | 109 g/km              | 109 g/km         |
| Hmotnost             | 875/880 (905/915*) kg | 960/965 kg       |

Pozn.: * s automatickou převodovkou 2-Tronic

### Registrace v ČR
| Rok  | registrace OA | z toho benzín | z toho diesel | registrace LUV | z toho benzín | z toho diesel | celkem OA+LUV |
| 2005 | 310           | 310           | 0             | 0              | 0             | 0             | 310           |
| 2006 | 549           | 546           | 3             | 14             | 14            | 0             | 563           |
| 2007 | 577           | 573           | 4             | 44             | 44            | 0             | 621           |
| 2008 | 600           | 597           | 3             | 18             | -             | -             | 618           |
| 2009 | 387           | 387           | 0             | 1              | -             | -             | 388           |

Zdroj: SDA-CIA